# Кшеменево (Поморське воєводство)
Кшеменево (пол. Krzemieniewo, нім. Krummensee) — село в Польщі, у гміні Чарне Члуховського повіту Поморського воєводства.
Населення — 565 осіб (2011).
У 1975-1998 роках село належало до Слупського воєводства.

## Демографія
Демографічна структура станом на 31 березня 2011 року:
|          | Загалом | Допрацездатний вік | Працездатний вік | Постпрацездатний вік |
| -------- | ------- | ------------------ | ---------------- | -------------------- |
| Чоловіки | 285     | 60                 | 207              | 18                   |
| Жінки    | 280     | 52                 | 179              | 49                   |
| Разом    | 565     | 112                | 386              | 67                   |